# 알스메이르

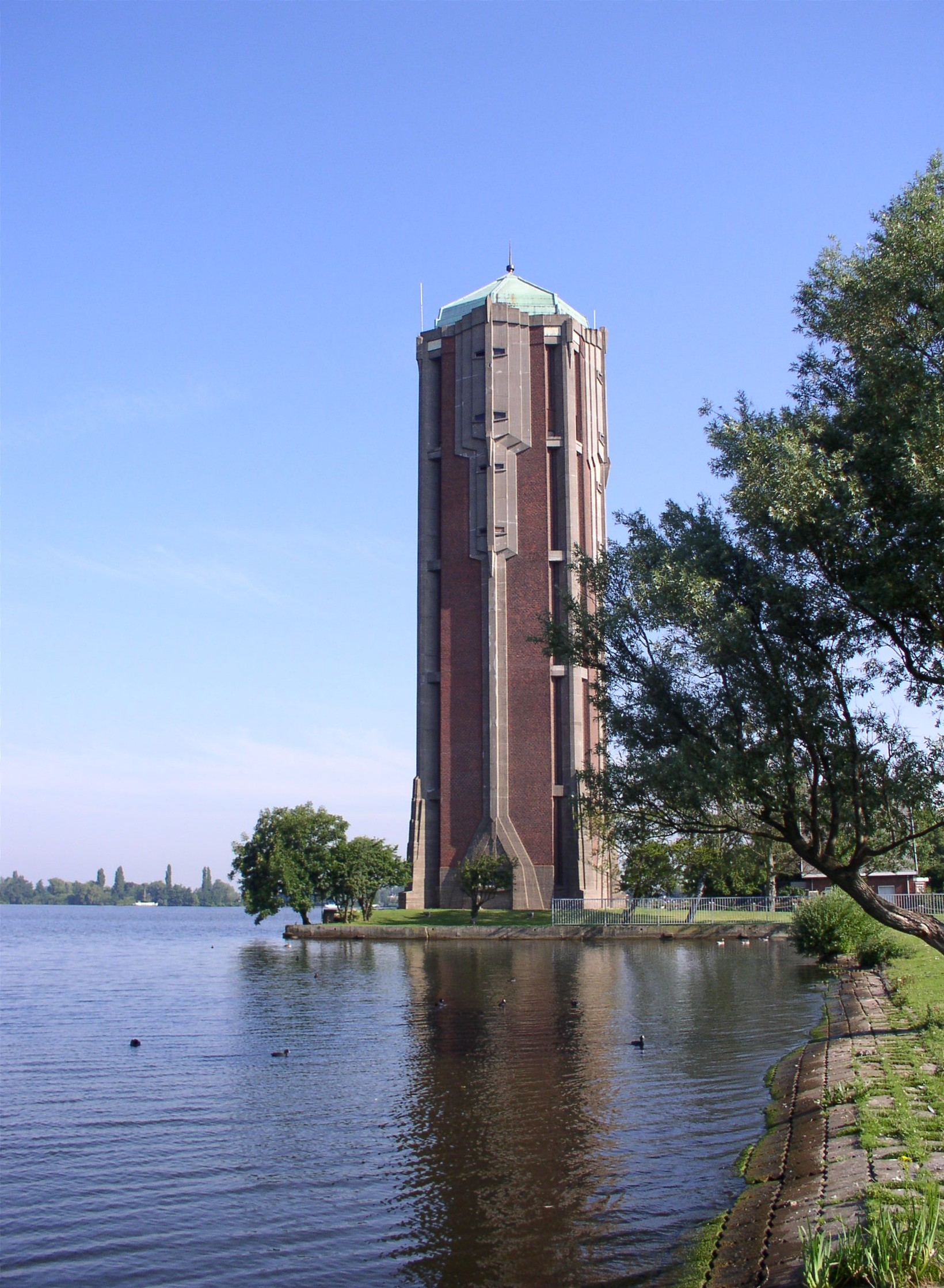
알스메이르 급수탑

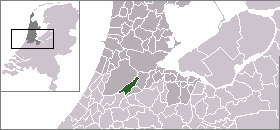
알스메이르의 위치

알스메이르(네덜란드어: Aalsmeer)는 네덜란드 노르트홀란트주의 도시로 면적은 32.29km2, 높이는 -0.1m, 인구는 30,878명(2014년 5월 기준), 인구 밀도는 1,511명/km2이다. 도시 이름은 네덜란드어로 "뱀장어의 호수"를 뜻한다.

시기
시 문장